# Zelowskie Dzwonki
Zelowskie Dzwonki Parafii Ewangelicko-Reformowanej w Zelowie są jedynym w Polsce zespołem grającym na dzwonkach ręcznych.

## Historia
Za pośrednictwem dyrygenta zespołu dzwonkarzy Southminster Ringers z Pittsburgha (USA) Thomasa Flynna w lutym 1999 r. przedsiębiorstwo Schulmerich Carillons darowało Parafii Ewangelicko-Reformowanej w Zelowie trzy oktawy (czyli 37) dzwonków ręcznych. Na największym z nich wygrawerowano cel ich przekazania: „For God’s glory”, czyli – Bogu na chwałę.
W Parafii Ewangelicko-Reformowanej w Zelowie dzwonki pojawiły się 5 marca 1999. Dyrygentem-założycielem zespołów była od 1999 do 2010 ks. Wiera Jelinek. Pierwsza próba pierwszego zespołu miała miejsce w sobotę 13 marca 1999, a pierwszy koncert odbył się w Zelowie w I Dniu Świąt Zmartwychwstania Pańskiego 4 kwietnia 1999 r.
W 2008 r. zespół zakupił kolejne oktawy i posiada dwa zestawy dzwonków ręcznych, a od 2009 posiada także jeden zestaw dzwonków rurowych ręcznych.

## Koncert jubileuszowy

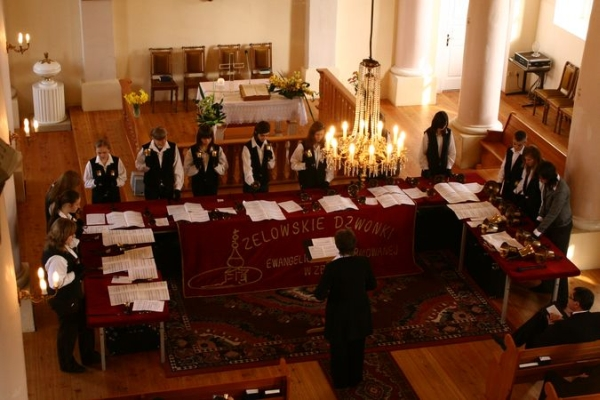
Koncert jubileuszowy 2009

Co roku w II Dzień Świąt Zmartwychwstania Pańskiego o godz. 16:00 w kościele ewangelicko-reformowanym w Zelowie odbywa się koncert jubileuszowy z okazji powstania zespołu. W jego trakcie oprócz podstawowego zespołu, występuje także grupa absolwentów, która wykonuje jeden bądź kilka utworów.
Od 2005 r. koncerty jubileuszowe „Zelowskich Dzwonków” zostały włączone w cykl wydarzeń powiatu bełchatowskiego i odbywają się pod osobistym patronatem starosty powiatu.

## Odznaczenia nadane przez „Zelowskie Dzwonki”

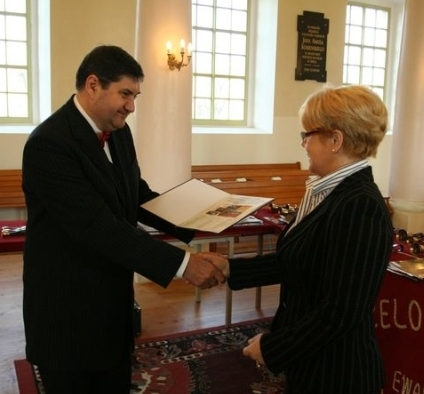
Wręczenie tytułu Przyjaciela „Zelowskich Dzwonków” Jolancie Chełmińskiej

- Miano Honorowego Dyrygenta „Zelowskich Dzwonków”:
  - 2006 – Thomas Flynn, pomysłodawca zespołu, pierwszy dyrygent i założyciel zespołu „Southminster Ringers” z Pitsburgha.
- Miano Przyjaciela „Zelowskich Dzwonków”:
  - 2004 – Wieńczysław Niewieczerzał, Dyrektor Wojewódzkiego Ośrodka Ruchu Drogowego w Piotrkowie Trybunalskim
  - 2005 – Jacek Zatorski, Starosta Powiatu Bełchatowskiego
  - 2008 – Henryk Kaczorowski, dyrektor Szkoły Podstawowej nr 4 w Zelowie
  - 2009 – Jolanta Chełmińska, wojewoda łódzki
  - 2009 – Jan Sechter, Ambasador Republiki Czeskiej w Rzeczypospolitej Polsce
  - 2010 – Ewa Drzazga, dziennikarka
  - 2012 – Carla i Arie Boowman

## Ważniejsze koncerty
- 1999 – Łódź – koncert w sali reprezentacyjnej Narodowego Banku Polskiego na zaproszenie dyrektor regionu łódzkiego Jolanty Chełmińskiej
- 2000 – Chojnów – koncert z okazji „Studniówki XXI wieku”
- 2001 – Tomaszów Mazowiecki – koncert zorganizowany dla ratowania zabytków tomaszowskich wraz ze Stanisławem Sojką i Bełchatowskim Chórem Gospel Schola Cantorum
- 2001 – Teplice, Teplá, Liberec, Cheb, Praga, Šumperk, Czeski Cieszyn – trasa koncertowa pod patronatem Ministra Spraw Zagranicznych Republiki Czeskiej i wicepremiera rządu Jana Kavana
- 2002 – Bełchatów – koncert na Ogólnopolskim Turnieju Tańca Towarzyskiego
- 2003 – Żychlin – koncert podczas finału Wielkiej Orkiestrze Świątecznej Pomocy
- 2003 – Zelów – podczas jubileuszu 200-lecia Parafii Ewangelicko-Reformowanej w Zelowie i wyboru pierwszych władz Zelowa
- 2003 – Zelów – występ w trakcie nabożeństwa ordynacyjnego dyrygenta zespołu „Zelowskie Dzwonki” Wiery Jelinek
- 2004 – Hrušovany u Brna, Czechy – koncert z okazji wejścia Republiki Czeskiej i Rzeczypospolitej Polskiej do Unii Europejskiej (partnerstwo województw łódzkiego i brneńskiego)
- 2004 – Pabianice – koncert z okazji rocznicy powstania miasta
- 2004 – Łódź – występ w Wojewódzkiej i Miejskiej Bibliotece Publicznej podczas nagradzania książki Zelów. Wspólnota nacji, kultur, wyznań S. Papugi i A. Gramsza
- 2005 – Łódź – koncert w Pałacu Izraela Poznańskiego podczas otwarcia wystawy „Herbert Hoover a Polska”
- 2005 – Praga – występ w trakcie nabożeństwa w Kaplicy Betlejemskiej
- 2005 – Zelów – występ w trakcie nabożeństwa z okazji 590-lecia męczeńskiej śmierci Jana Husa, dzwonki C4 i C7 były wykorzystane w oratorium słowno muzycznym
- 2005 – Łask – koncert z okazji jubileuszu 60-lecia Biblioteki Publicznej im. Jana Łaskiego Młodszego
- 2005 – Görlitz – koncert z okazji „Christkindlmarkt Görlitz”
- 2006 – Katowice – koncert z okazji Ekumenicznego Dnia Biblii
- 2006 – Sosnowiec – koncert z okazji VI Sosnowieckiego Dnia Biblii
- 2006 – Görlitz – koncert z okazji „Christkindlmarkt Görlitz”

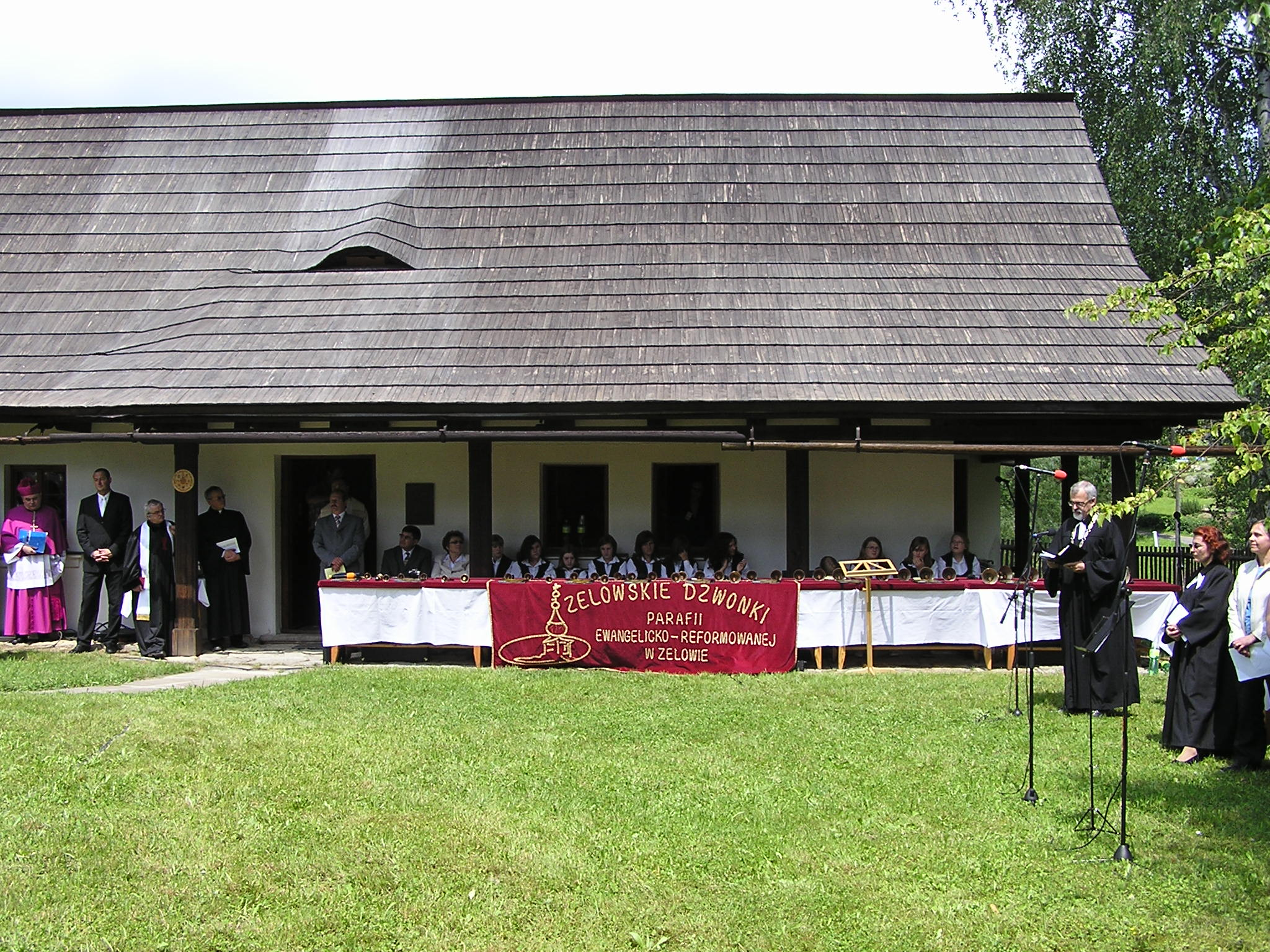
Koncert w Kunvaldzie, Czechy

- 2007 – Kunvald (k. Uścia nad Orlicą) – koncert z okazji jubileuszu 550-lecia powstania Jednoty braterskiej
- 2008 – Łódź – występ podczas wielkanocnego świętowania w Pałacu Izraela Poznańskiego na zaproszenie wojewody łódzkiego Jolanty Chełmińskiej
- 2008 – Łódź – koncert w kościele św. Mateusza w Łodzi z okazji ratowania zabytku – Kaplicy Scheiblera
- 2008 – Jawor (miasto) – występ w Kościele Pokoju z okazji 14. Jaworskich Koncertów Pokoju
- 2008 – Velký Šenov – koncert w ramach Dni Muzyki, jakie zostały ogłoszone z okazji 100. rocznicy istnienia miasta
- 2008 – Łódź – występ wraz z „Southminster Ringers” z USA w Filharmonii Łódzkiej
- 2008 – Zelów – występ podczas Dni Kultury Czeskiej
- 2008 – Łódź – koncert w Muzeum Archeologicznym i Etnograficznym
- 2009 – Zelów – koncert z okazji 10-lecia „Zelowskich Dzwonków”.
- 2009 – Wola-Chojnata – koncert w Pałacu Chojnata podczas Celebracji Prezydencji Czeskiej w Unii Europejskiej
- 2009 – Leszno – koncert podczas Międzynarodowej Konferencji z okazji „380 Rocznicy Przybycia do Leszna Jana Amosa Komeńskiego z tysiącami Braci czeskich”
- 2009 – Praga – występ w trakcie 3. Międzynarodowego Festiwalu Krajanów (Rodaków z Czech żyjących w diasporze)